# Boloria altaica
Boloria altaica är en fjärilsart som beskrevs av Grum-grshimailo 1893. Boloria altaica ingår i släktet Boloria och familjen praktfjärilar. Inga underarter finns listade i Catalogue of Life.